# オーブリー・ボークラーク (第5代セント・オールバンズ公爵)
第5代セント・オールバンズ公爵オーブリー・ボークラーク（英語: Aubrey Beauclerk, 5th Duke of St Albans、1740年6月3日 – 1802年2月9日）は、イギリスの地主、古物収集家、芸術品収集家。

## 生涯
初代ヴィアー男爵ヴィアー・ボークラーク（初代セント・オールバンズ公チャールズの三男）とメアリー・チャンバーズ（Mary Chambers、1714年頃 – 1783年1月21日）の四男（長男から三男までは夭折）として、1740年6月3日に生まれた。
1761年イギリス総選挙でセットフォード選挙区から出馬して当選、1768年イギリス総選挙でアルドバラ選挙区に鞍替えして再選した後、1774年イギリス総選挙で出馬せず庶民院議員を退任した。議会では最初は立場がはっきりせず、1764年の投票記録ではグレンヴィル派に反対したことを示しているが、同年にニューカッスル公爵が作成した議員リストではニューカッスル派に属するとしつつ「疑わしい」とした。1768年に選挙協力を得た後はロッキンガム派として投票したが、政治自体への興味に乏しく、議会で演説した記録はなかったという。
1781年10月21日に父が死去すると、ヴィアー男爵の爵位を継承した。さらに1787年2月10日に伯父ウィリアムの孫にあたる第4代セント・オールバンズ公爵ジョージ・ボークラークが死去すると、セント・オールバンズ公爵の爵位を継承した。
1802年2月9日に死去、長男オーブリーが爵位を継承した。

## 家族

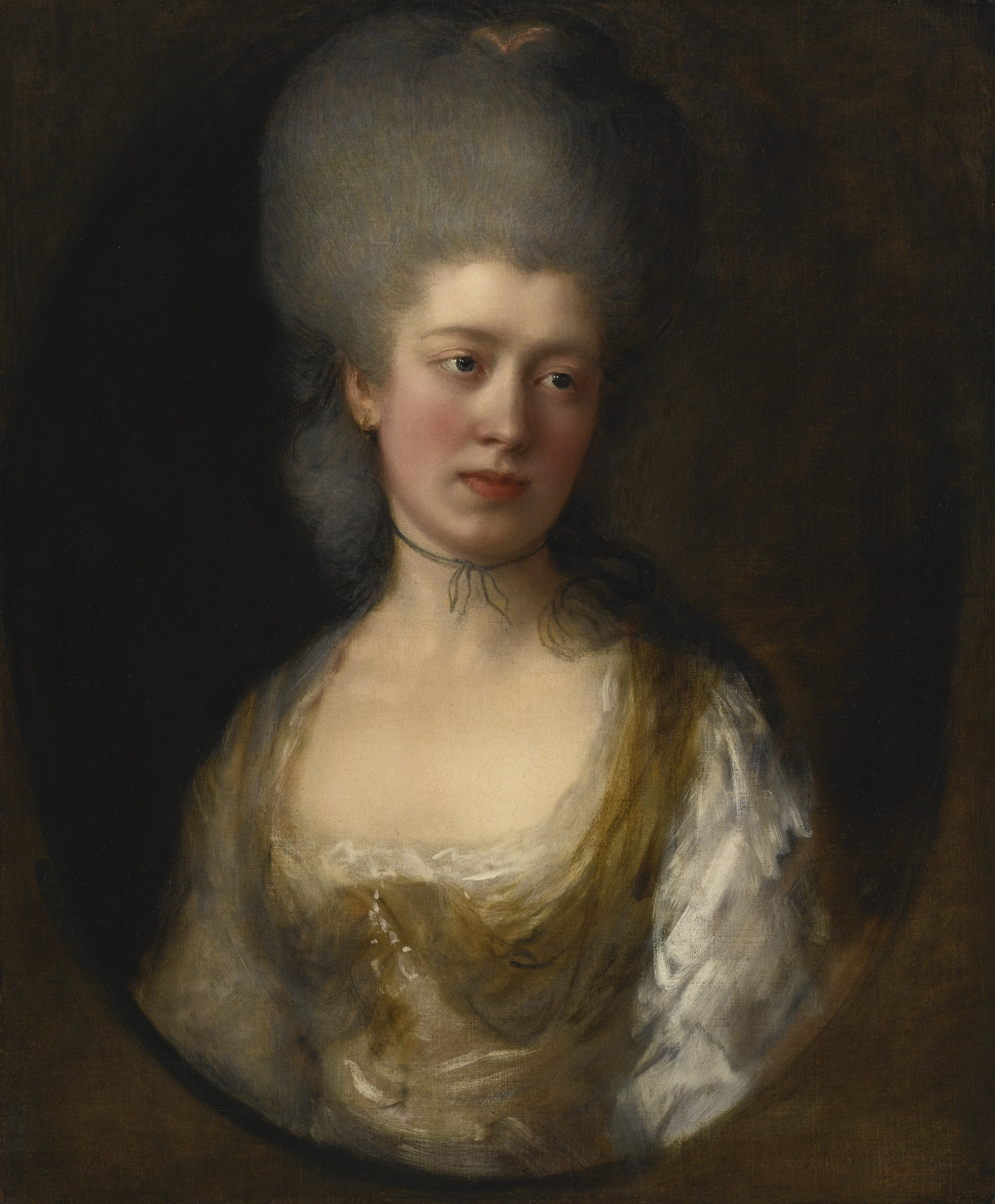
セント・オールバンズ公爵夫人キャサリン・ポンソンビー、トマス・ゲインズバラ作。

1763年5月4日、キャサリン・ポンソンビー（1789年9月4日没、第2代ベスバラ伯爵ウィリアム・ポンソンビーの娘）と結婚、下記の子女を儲けた。
- オーブリー（1765年 – 1815年） - 第6代セント・オールバンズ公爵、子供あり
- ウィリアム（1766年 – 1825年） - 第8代セント・オールバンズ公爵、子供あり
- キャサリン・エリザベス（1768年頃 – 1803年7月） - 1802年9月1日、ジェームズ・バーゲス（James Burgess）と結婚
- アメリアス（英語版）（1771年 – 1846年） - 海軍軍人、生涯未婚
- フレデリック（英語版）（1773年 – 1850年） - クリケット選手、子供あり
- キャロライン（1775年頃 – 1838年11月23日） - チャールズ・ダンダス（初代ダンダス男爵トマス・ダンダス（英語版）の息子）と結婚、子供あり
- ジョージアナ（1776年 – 1791年10月17日） - 生涯未婚